# Parafia Narodzenia Pańskiego w Warszawie
Parafia Narodzenia Pańskiego w Warszawie – parafia rzymskokatolicka należąca do dekanatu grochowskiego, diecezji warszawsko-praskiej, metropolii warszawskiej Kościoła katolickiego, w Warszawie, w dzielnicy Praga-Południe, ustanowiona przy sanktuarium Matki Bożej Ostrobramskiej.

## Historia parafii
Inicjatywa utworzenia parafii Narodzenia Pańskiego pojawiła się w 1983, kiedy to oddano do użytku duży kompleks mieszkaniowy osiedle Ostrobramska. 25 września 1983 na placu przy ulicy Jubilerskiej odprawiono pierwszą mszę świętą dla mieszkańców osiedla. 20 listopada 1983 odbyła się intronizacja krzyża świętego i poświęcenie placu pod kościół. 16 listopada 1984 poświęcono prowizoryczny budynek katechetyczny na placu parafialnym. 16 listopada 1985 wmurowano pod budowę kościoła trzy kamienie węgielne z Betlejem, Watykanu i Wilna. 7 maja 1987 prymas Józef Glemp poświęcił trzy dzwony o imionach: Jan Paweł II, Józef (od prymasa Glempa) i Zenon (od ks. proboszcza Zenona Majchera - urodzony 23. lipca 1940 r. - zmarł 18 grudnia 2014 r.). 16 listopada 1994 Najświętszy Sakrament został oficjalnie przeniesiony do górnego kościoła, pozostaje tam do dzisiaj.
W dniach 7-8 października 1995 odbyła się pierwsza wizytacja kanoniczna parafii dokonana przez Ordynariusza Diecezji Warszawsko-Praskiej bpa Kazimierza Romaniuka. 15 grudnia 1997 podpisano dekret ustanowienia przy kościele pw. Matki Bożej Ostrobramskiej, w parafii Narodzenia Pańskiego w Warszawie, Sanktuarium ku czci Matki Boskiej Ostrobramskiej. 16 listopada 2004 abp Sławoj Leszek Głódź poświęcił krzyż - pomnik na 25-lecie pontyfikatu Jana Pawła II i 20-lecie Parafii.

## Sanktuarium Matki Bożej Ostrobramskiej
Ołtarz Sanktuarium Matki Bożej Ostrobramskiej opiera się na podstawie mającej w swoim kształcie literę M z relikwiami św. Faustyny Kowalskiej, Apostołki Miłosierdzia. Obok z prawej strony znajduje się pulpit, a z lewej przyścienna ambona.
12 elementów podstawowych konstrukcji nawy głównej stanowi zasadniczą podporę świątyni. Jest to odniesienie do dwunastu apostołów, którzy stali się fundamentem całego Kościoła. Świątynia, zbudowana na planie krzyża, jest budowlą jednonawową z wnękami absydowymi oraz transeptem mieszczącym dwie kaplice.